# Театр «Аполлон»
Театр «Аполлон» (грец. θέατρο «Απόλλων») — театр у місті Патри, Греція. Автором проекту будівлі театру був грецький архітектор саксонського походження Ернст Зіллер, автор Національного театру Греції.

## Історія
Театр «Аполлон» був заснований 11 лютого 1871 року, завершення будівництва та офіційне відкриття відбулось 10 жовтня 1872 року. Усі роботи були профінансовані громадянським співтовариством у Патрах. До головного комітету товариства входили Теодор Гамбургер (голова), С. Хенкок, М. Герусіс, Дімітріос Патрінос (пізніше мер Патр), К. Лаппас та А. Хрисантіс, втім список його активних рядових членів містив близько 100 прізвищ. Серед них тодішній мер міста Патри Георгіос Руфос, Густавос Клаусс, Лангурас, брати Тріантіс, брати Панайотіс, батько Дімітріоса Гунаріса, Епамінонд Максимос, батько Дімітріоса Максимоса (двічі займав пост міністра закордонних справ Греції та прем'єр-міністра Греції) та інші.
Нині Театр «Аполлон» — один з трьох вцілилих у Греції театрів, побудованих у неокласичному стилі; інші два — таеатр в Триполі (відкритий 1910 року) та Театр Аполлона Скіроса (відкритий 1864 року). З 1988 року театр «Аполлон» є основною сценою трупи Муніципального регіонального театру в Патрах.